# Miroslav Hirt
Miroslav Hirt (* 24. května 1950 Brno) je český soudní lékař, vysokoškolský pedagog a autor vysokoškolských učebnic. Mezi lety 1994 a 2020 byl přednostou Ústavu soudního lékařství Fakultní nemocnice u sv. Anny v Brně a Lékařské fakulty Masarykovy univerzity.

## Osobní život, studium a počátky kariéry
Miroslav Hirt se narodil v Brně na jaře roku 1950, původem však jeho rodina pochází z jihomoravských Ivančic, kde v dětství žil. V roce 1974 absolvoval Lékařskou fakultu Univerzity Jana Evangelisty Purkyně v Brně (dnes Lékařská fakulta Masarykovy univerzity). Jeho kariéru ještě v průběhu studia ovlivnil profesor Aleš Rejthar, patolog a onkolog, a ve třetím ročníku začal pracovat jako pomocná vědecká síla na patologii brněnské svatoanenské nemocnice. Během svého působení na I. patologicko-anatomickém ústavu svatoanenské fakultní nemocnice absolvoval zahraniční postgraduální vědecké studium na Semmelweisově lékařské univerzitě v Budapešti.
Patologii se věnoval 19 let, během nichž v oboru získal obě atestace. Druhou atestaci skládal u profesora Blahoslava Bednáře.
Jako jezdec se účastnil historických rekonstrukcí bitvy u Slavkova. Věnoval se jachtingu. Po složení kapitánské zkoušky přeplul kanál Lamanšský průliv na trase Dunkerque–Dover jako připomínku evakuace britských vojáků na začátku druhé světové války.
Jeho manželka je zubní lékařka.

## Kariéra

### Ústav soudního lékařství Fakultní nemocnice u svaté Anny v Brně a Lékařské fakulty Masarykovy univerzity
Po devatenácti letech, během kterých se věnoval patologii, přešel na soudní lékařství. Na počátku 90. let nastoupil do ústavu soudního lékařství a 1. září 1994 se stal jeho přednostou. Ústav je dodnes jedním z největších ústavů soudního lékařství na území České republiky. Do jeho spádové oblasti patří region jižní Moravy s cca dvěma miliony obyvatel. Dlouhodobě se pod jeho vedením vědecké aktivity ústavu s vysokým počtem publikovaných odborných prací v časopisech i v podobě odborných monografií zaměřovaly na problematiky zejména střelných poranění, forenzní alkohologie a dopravních nehod.
Pod jeho vedením se brněnský ústav soudního lékařství několikrát zhostil pořádání česko-slovenských výročních sjezdů soudních lékařů a toxikologů. Dále také založil tradici v společném setkávání soudních lékařů a traumatologů na společné konferenci v Mikulově a pravidelnou jarní akci Dopravní úrazy, která je stále vyhledávána odborníky z mnoha příbuzných oborů.

### Pedagogická kariéra
Celou svou pedagogickou kariéru spojil s Lékařskou fakultou Masarykovy univerzity v Brně. V roce 1994 se habilitoval a získal titul doc., v roce 2004 byl prezidentem republiky jmenován profesorem pro obor soudní lékařství. Jeho přednášky byly posluchači velmi kladně hodnoceny. Jeho pedagogická činnost se nezaměřuje pouze na budoucí absolventy všeobecné medicíny, ale přednáší také pro budoucí zubaře. Rovněž vyučuje předmět soudní lékařství pro budoucí právníky na Právnické fakultě Západočeské univerzity v Plzni a na Právnické fakultě Masarykovy univerzity v Brně. Pedagogické kompetence Miroslava Hirta vedly ke znovuobjevení a garantování povinně volitelného předmětu Vybrané kapitoly z dějin medicíny, určeného pro studenty LF MU. Dále přednáší studentům Vysoké školy CEVRO, například předmět Ochrana obyvatelstva a zdravotnictví.
Stal se také hlavním autorem učebnice soudního lékařství a ojedinělého Slovníku soudního lékařství.

### Ostatní
Je šéfredaktorem časopisu Soudní lékařství, česko-slovenského soudně lékařského časopisu. Mimo to je předsedou poradního sboru předsedy Krajského soudu v Brně pro znalce v oboru zdravotnictví, působil jako člen a předseda Akreditační komise ministerstva zdravotnictví, garant specializačního vzdělávání pro soudní lékařství na LF MU i ve FN. u sv. Anny v Brně a v mnoha dalších funkcích. V letech 2010–2014 zaštiťoval obor soudní lékařství jako předseda výboru České společnosti soudního lékařství a soudní toxikologie České lékařské společnosti Jana Evangelisty Purkyně. V této funkci se zasadil o  zajištění financování soudně lékařské služby v  době, kdy ministerstvo zdravotnictví náhle odmítlo přispívat na provoz soudně lékařských pracovišť. Od roku 2010 je díky němu v sazebníku výkonů hrazených z prostředku veřejného zdravotního pojištění uveden tzv. UNICOD, tedy zdravotní pitva provedená na pracovišti soudního lékařství. V roce 2014 založil Sternbergovu společnost.
V pozici soudního znalce vypovídal například v případě vraždy v Brně-Ivanovicích, kterou spáchal Kevin Peter Dahlgren. Působil jako externí člen vědecké rady Ústavu soudního inženýrství VUT.

### Kriminální seriály
Jako odborný poradce se podílel na tvorbě seriálu Četnické humoresky v režii Antonína Moskalyka. V seriálu se několikrát objevil. Poprvé v prvním díle v roli vesnického opilce, v dalším pak v postavě lékaře.

## Vybrané publikace
- HIRT, Miroslav a František VOREL. Soudní lékařství I. a II. Praha: Grada Publishing, 2016. ISBN 978-80-247-5680-6
- HIRT, Miroslav, František VOREL a Petr HEJNA. Velký výkladový slovník soudnělékařské terminologie. Praha: Grada, 2018. ISBN 978-80-247-1979-5
- HIRT, Miroslav a Michal BERAN. Tupá poranění v soudním lékařství. Praha: Grada, 2011. ISBN 978-80-247-4194-9
- HIRT, Miroslav. Dopravní nehody v soudním lékařství a soudním inženýrství. Praha: Grada, 2012. ISBN 9788024743080
- HIRT, Miroslav a Tomáš VOJTÍŠEK. Medicína a trestní právo. Brno: Masarykova univerzita, 2011. ISBN 978-80-210-5508-7
- HIRT, Miroslav a František VAVERA. Soudní lékařství pro právníky. Praha: Grada Publishing, 2022. ISBN 978-80-271-3280-5